# سلخ فروة الرأس

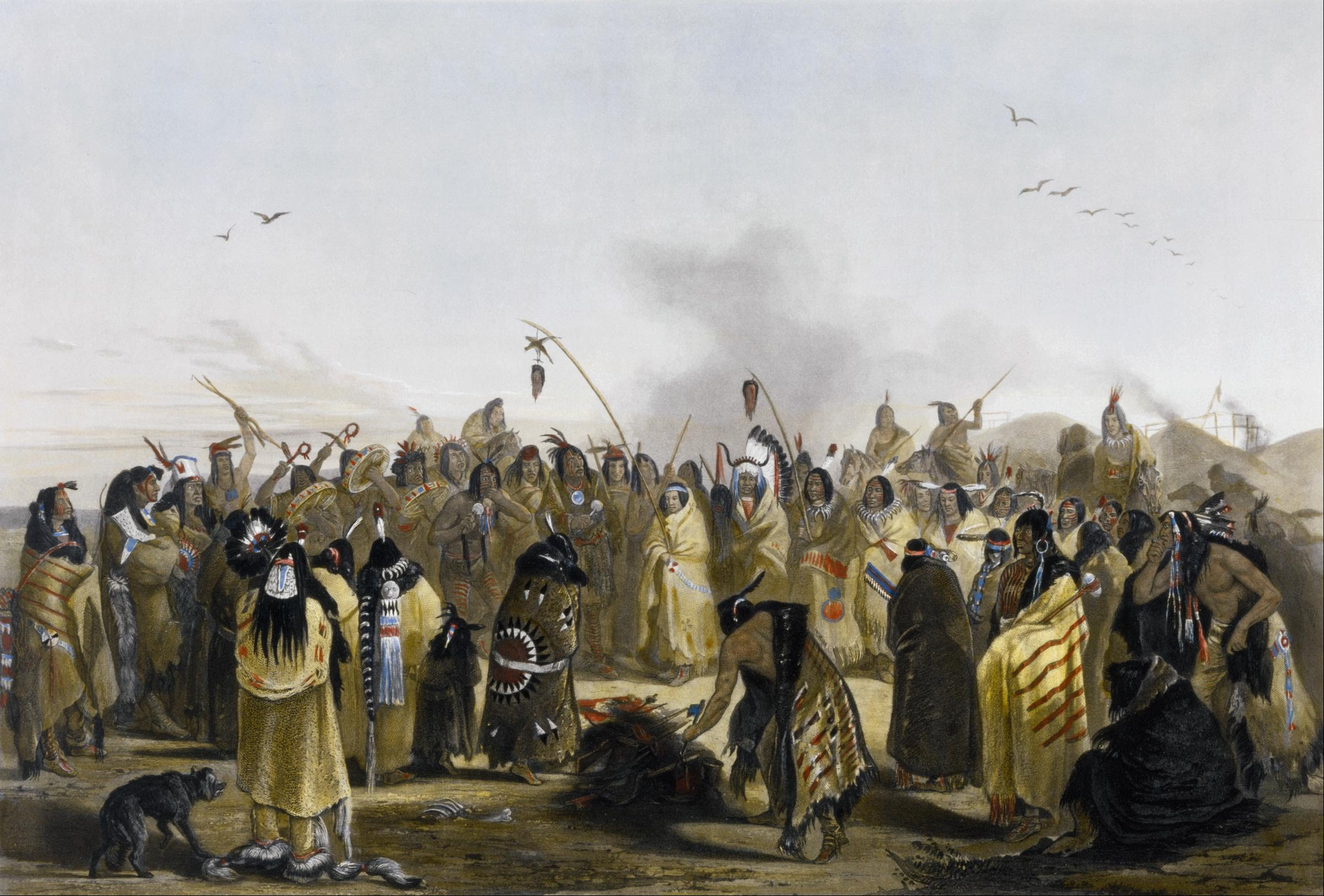
رَقصة فَروة الرأس عند الميناترين (هيَ فِرع من قَببيلة سايوكس الهندية الأمريكية)، اللوحة من قبل كارل بودمر

سَلخ فَروة الرَأس (بالإنجليزية: Scalping)، وَهيَّ عَملية قَطع أو تَمزيق جُزء مِن فَروة رَأس الإِنسان مَع الشَعر المُرتبط بِها، يُعتبر سَلخ فَروة الرأس جُزء مِن المُمارسة الثَقافية الأَوسع لأخذ وَعرض أجزاء الجسم البَشري كتِذكار، وَرُبما تَكون قَد وَضعت كَبديل للاستيلاء على الرأس البشري كامِل، حَيث أن فَروة الأرس أَسهل للأخذ وَالنَقل وَالحِفظ للعَرض لاحقًا، وَسَلخ فروة الرأس مُمارسة ثَقافية موجودة في كِلام العالمين القَديم والجَديد.

## سَلخ الفَروة في آسيا وَإفريقيا وأوروبا
كَتب جورج فريدريك فِي سَلخ فَروة الرَأس وَحَرب الجَمارك المُماثلة فِي أَمريكا، "في وَصفه لالسكوثيون وَهو شَعب بَدوي مَوجود في شمال وَغرب البَحر الأَسود: "قَدمت هيرودوت التَصور الوَحيد الوَاضح وَالمُرضي لِسلخ فَروة رَأس النَّاس فِي العالم القديم".
هيرودوت المُرتبط بِمُحاربين السكوثيون، كانت تُقطع رُؤوس الأَعداء الذين هُزموا في المَعركة ثُم تُعرض رؤوسهم على المَلِك، وَذلك مِن أجل المُطالبة بِنصيبهم مِن الغَنائم، حَيث يَقوم المحارب بِـ: "يَجرد الجَلد من الرَأس عَن طريق قَطع قِطع دائرية حَول الأُذنين، وَ من ثَمَّ هَز الجُمجمة ثُم يُخلص الجَسد مِن الجِلد مَع ضِلع مِثل الثَور، وَعندما يَكون نَظيف يَعمل مَع أصابعه حتى يَلين، وَيَصلح لاستخدامه كَمِنديل، وَقد كان تُعلق هذه المَناديل عَلى لِجام الحصان وَيكون فَخور جداً بِها، وَالذي يَمتلك أكبر عدد مِنها يُعتبر أَفضل رَجل، وَقد أَشار أميانوس مارسيليانوس أَنه أَخذ فَروة الرأس من قبل العاني -هو شَعب آسيوي من سكيثيا-.
وَقد أَشار الأَب ايمانويل دومينيك بالنسبة لِحلاقة الأَلمان القُدماء لِلشَعر وَ فَروة الرأس وهذا مِن قانون القوط الغَربيين كَمِثال على سَلخ فروة الرأس فِي أَوائل القرون الوُسطى في أوروبا، بِالرغم من بعض التفسيرات الأَخيرة لهذه حيث تَم ربطُها بِحلاقة شعر الرأس كَما فِي العُقوبات القَانونية بَدلًا من سَلخ فروة الرأس.
في عام 1845، لاحظ الجُندي المُرتزق جون دنكان بِأن ما يُقدر بِ 700 فَروة رَأس قَد أُخذت فِي الحَرب وَعُرضتها فِرقة من المُجنديين كَغَنائم، وقد أشار داهومي أَمازون الذي يَعمل لَدى ملك داهومي (جمهورية بنين في الوقت الحاضر) إِلى أَنه قَد تم أخذ فَروات الرؤوس وَبَقيت عَلى مَدى فَترة طَويلة مِن الزمن وَقد لا تكون قَد أتت من مَعركة واحدة، عَلى الرغم من أن دنكان كان قد سافر على نطاق واسع في داهومي وَوصفَ العادات مِثل أخذ الرؤوس مَع الاحتفاظ بِالجماجم كَغنيمة كُبرى، وَلم يَذكر بِأنه قد تم سَلخ فروة الرأس فِي مَكان آخر.

## سلخ فروة الرأس في الأمريكتين

### التقنيات
تِقنيات سَلخ فَروة الرأس مَحدودة نَوعاً ما وَلكِنها تَختلف بَعض الشيء مِن مَكان لآخر، وَذلك اعتماداً عَلى الأنماط الثَقافية فيما يتعلق بِالشكل وَالحَجِم وَالغَرض مِن استخدامها وكيف كانت طبيعة شَعر الضحايا، وَلكن هذه العملية بِشكل عام كانت مُوحدة تَماماً، وَالمُستَغِل هَو مَن يَغتنم بِقوة شَعر خصمه الضعيف حَيث يَصنع العَديد مِن القطع النِصف دائرية بِآلة حادة عَلى جانبي المنطقة التي يُريد أخذها ثُم يَنتزع فروة الرأس بِقوة. تَنفصل فروة الرأس عَن الجُمجمة عَلى بشكل طُولي من النَسيج الضام الهالي (الطبقة الرابِعة مِن طبقات فروة رأس الإنسان). كَان سَلخ فروة الرأس بِحد ذاته لَيس قَتلاً، عَلى الرغم مِن أَنه كان أكثر الأشياء شُيوعاً التي تُحدث الإصابات الخَطيرة أَو الموت. مِن أكثر الأَدوات المُستخدمة في سلخ فروة الرأس هِي السَكاكين الحَجرية التي صُنعت من الصوان أَو الزُجاج البُركاني الأَسود أَو غيرها مِن المَواد كالقَصب أَو أصداف المَحار التي يُمكن أَن تَمتلك حافة مُساوية وُمساعِدة في المُهمة، وَيتم استخدام هذه الأدوات بِشكل جماعي لِإنجاز مَجموعة مُتنوعة مِن المَهام اليَومية مِثل السلخ وَ التجهيز للمُباريات أَو الألعاب، وَلكن استُعيض عَنها فيما بَعد بالسكاكين المَعدنية المُكتسبة مِن خلال التجارة أثناء فترة الإتصال الأوروبي. وَقد كان غالبًا ما يُشار إليها باسم «سكين سلخ فروة الرأس» فِي الأَدب الأمريكي وَالأوروبي، وَلكنها لم تكن معروفة بِهذا الاسم مِن قبل الهُنود الحُمر حيث كانت بِنظرهم سكينة بَسيطة فَعالة وَمُتعددة الأَغراض أَما كأداة لسلخ فروة الرأس فهذه تُعتبر واحدة مِن العديد من الإستخدامات.

### الحروب بين القبائل

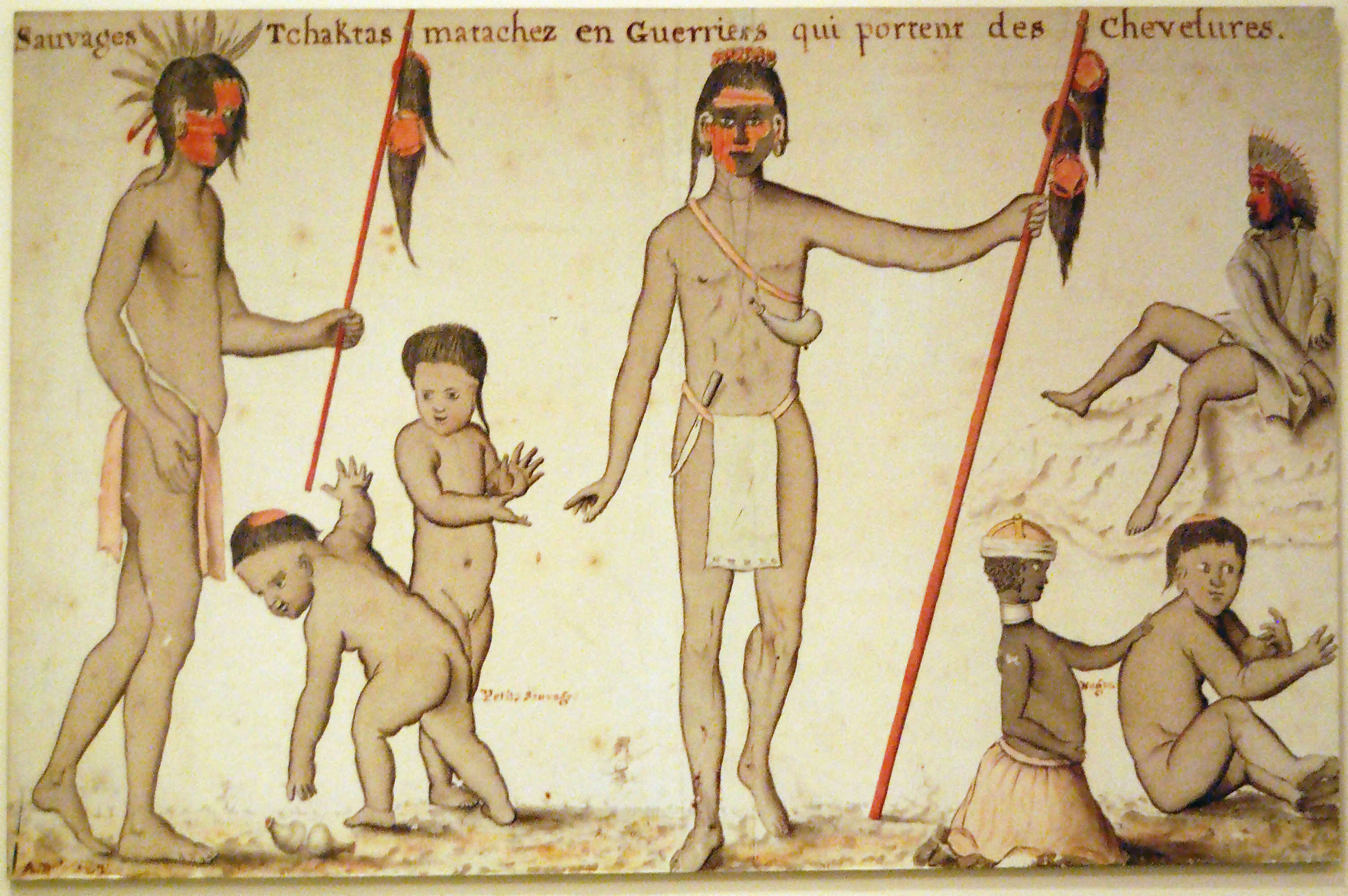
الهنود الحُمر تشوكتاو أثناء حَرب الطِلاء، حَيث تَم أخذ فروة الرأس

كَتب الكاتِب وَالمُؤرخ فان دي لوجت: «عَلى الرغم من أن المؤرخين العَسكريين يميلون إَلى ذكر مَفهوم» الحرب الشاملة«للنزاعات بين الدول الصِناعية الحديثة وَلكن مَع ذلك على المدى الطويل كان النَهج الأكثر تطبيقاً هَو الوَضع بين باوني وسيوكس وشايان، وَقد كانت الأهداف مَشروعة لِغير المُقاتلين، وَكان أَخذ فروة رأس امرأة أَو طِفل أمر جَدير بالاحترام لأنه يَدُل عَلى أن من أخذ هذه الفَروة تجرأ وَدخل أرض العَدو».

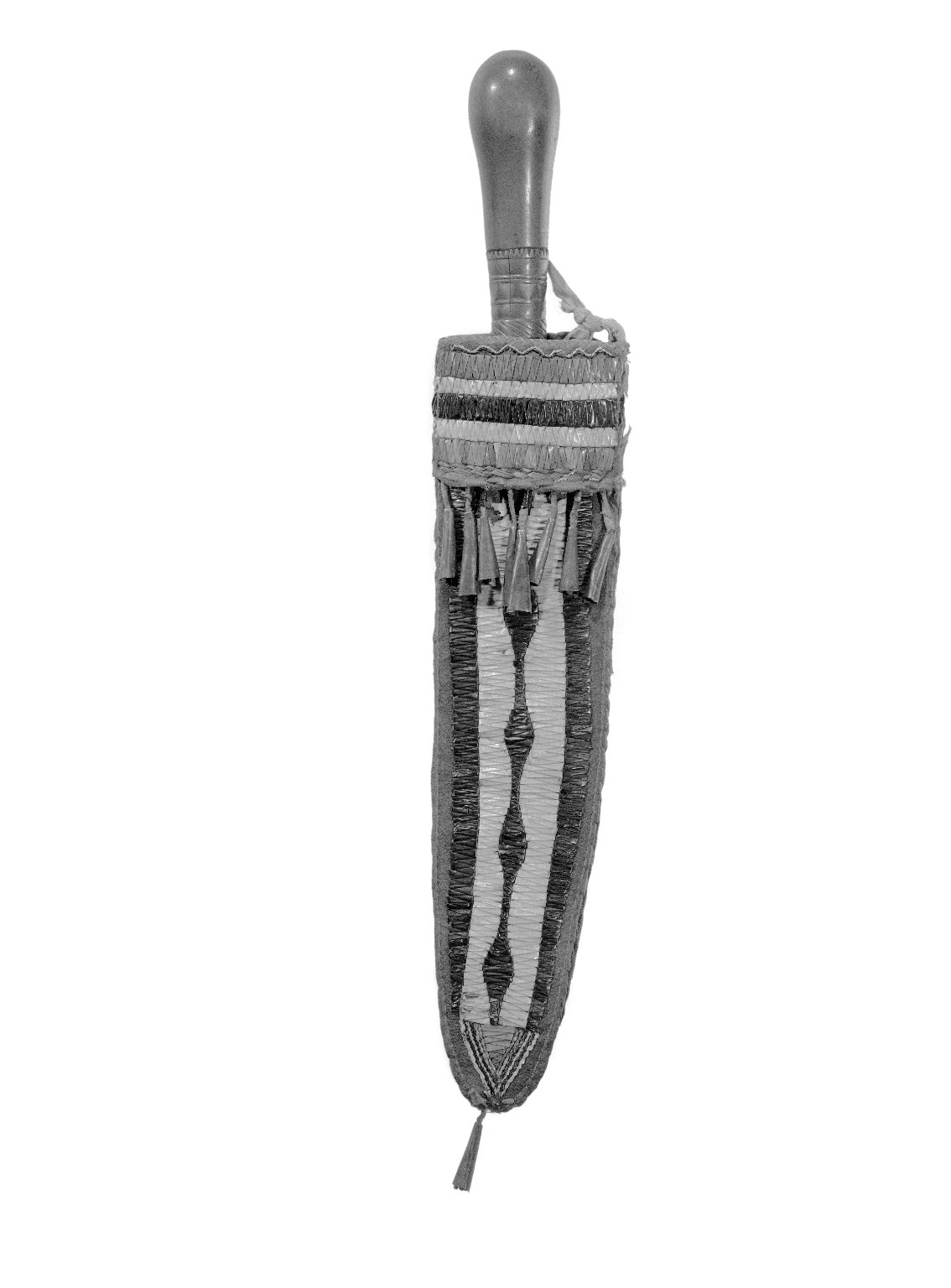
"سكين سَلخ فروة الرأس داخِل غمدها"، هذه في أوائر القَرن التاسع عشر، موجود في مُتحف بروكلين

مُعظم[بحاجة لمصدر] قبائل الهُنود الحُمر كانت تُمارس سَلخ فروة الرأس فِي بعض الحالات حتى نهاية القرن التاسع عَشر، حَيث وُجد ما يُقارب 500 جُثة فِي موقع مذبحة كرو كريك -وقعت حوالي عام 1325-، وَقد وُجد أن 90 بالمِئة مِن الجَماجم تُظهر أدلة على سَلخ فروة الرَأس.

### الثورة الأمريكية
في أثناء حرب الاستقلال الأمريكية كان يُعتقد بأن هنري هاميلتون -نائب الحاكم وَالمشرف العام على الشؤون الهندية في فورت ديترويت- وَالذي كان معروفاً من قبل الوطنيات الأمريكية باسم (مُشتري شَعر العامة)، بِأنه شَجَعَ وَدَفَعَ حُلَفائَهُ الأمريكيين لِسلخ فَروة رَأس المُستوطنين الأَمريكيين، وَعِندما قُبض على هاميلتون فِي الحرب من قبل المُستوطنين تَمت مُحاكمته كَمُجرم حَرب بدلاً مِن أَن يُعامل كأسير حرب، وَمع ذلك فقد اعترف المؤرخون الأميركيين أَنه لا يوجد أي دليل على عرضه لمكافآت لِفروة الرأس، وَمِنَ المُفترض الآن أنه أثناء الثورة الأمريكية لم يقم أي ضابط بريطاني بِالدفع وَعرض المُكافئات لِفروة الرأس.

### المكسيك
في عام 1835، وضعت حكومة ولاية سونورا المكسيكية مُكافأة على أباتشي وَالتي مَع مُرور الوقت تطورت إلى الدَفع عن طريق الحُكومة 100 بيز (Pesos) لِكل فَروة رأس مِن الذكور (يبلغ 14 عام أو أَكثر)[بحاجة لمصدر]، وَأيضاً في عام 1837 قامت الولاية المكسيكية شيواوا بِعرض مكافأة على فروة رأس الأباتشي قَدرُها 100 بيز لِكل مُحارب، وَ 50 بيز لِكل امرأة وَ 25 بيز لِكُل طِفل. وَقد كَتَبَ هاريس ووستر: «السياسات الجديدة جَذبت مجموعة مُتنوعة من الرجال بما في ذلك شعب الأنجلوس وَالعبيد الهاربين بِقيادة سيمينول جون الحصان وَالهُنو إلى الكَنائس في ولاية ديلاوير وَعندَ شوني مثل تيرازاس تُستخدم تاراهومارا، وَالرئيس المحارب سيمونيل قاد فرقة من قومه الذين فروا من الأراضي الهندية».

### الحرب الأهلية
وَقعت بَعض حَوادث سلخ فروة الرأس أَثناء الحَرب الأَهلية الأمريكية، وَعلى سبيل المِثال: قَد كان من المعروف لَدى حِزب الكونفدرالية -الذي كان بقيادة الدامي بيل أندرسون- أَن تَزيين السُروج الخاصة بِهم يَتم عن طريق فَروة الرأس لِلجنود الذين قُتلوا، لِذلك لُقِبَ آرشي كليمنت بِـ (chief scalper).